# Claudio Terzi
Claudio Terzi (Milano, 19 giugno 1984) è un allenatore di calcio ed ex calciatore italiano, di ruolo difensore, tecnico della Primavera dello Spezia.

## Caratteristiche tecniche
Difensore centrale affidabile e di rendimento costante. Dotato di esperienza e personalità, possiede un buon controllo di palla e visione di gioco per impostare l'azione dalle retrovie.

## Carriera

### Giocatore
Cresciuto nelle giovanili del Bologna, diventa campione di Italia nella categoria Allievi nel 2000.
Esordisce in Serie A con il Bologna il 1º dicembre 2002 nella partita interna vinta per 3-0 contro il Modena.
Nel 2004 passa in prestito al Napoli in Serie C1 dove gioca 15 partite.
Torna nel 2005 al Bologna, retrocesso in Serie B. Nella stagione 2007-2008 è titolare nella difesa felsinea, risultata poi la migliore della serie cadetta, giocando anche da capitano nelle ultime giornate.
Nella stagione 2008-2009 gioca stabilmente nella difesa titolare emiliana divenendo il capitano assoluto del Bologna. Sigla il suo primo gol in Serie A contro il Genoa contribuendo alla vittoria del Bologna, ripetendosi poi nella sfida interna dell'ultima giornata, valida per la salvezza del Bologna, contro il Catania, segnando il secondo dei tre gol.
Il 19 agosto 2009 viene ceduto al Siena, in uno scambio che vede passare sotto le due torri il difensore senese Daniele Portanova.
Subito dopo la fine della stagione 2009-2010 si aggrega al Milan per partecipare ad una tournée di amichevoli negli Stati Uniti. Lascia la squadra senese dopo quattro stagioni con 100 presenze e 5 reti in campionato e 6 presenze in Coppa Italia. In Toscana ha avuto nel tecnico Giuseppe Sannino un suo ammiratore.
Il 19 luglio 2013 passa al Palermo, con cui firma un contratto di quattro anni. Già il giorno precedente era stato autorizzato a lasciare il ritiro del Siena dato l'imminente annuncio della conclusione della trattativa. Debutta in maglia rosanero nella prima partita utile, cioè il secondo turno di Coppa Italia vinta per 2-1 sulla Cremonese e disputata l'11 agosto 2013, giocando titolare. Il 3 maggio 2014, dopo la vittoria contro il Novara per 1-0 in trasferta, ottiene la promozione in Serie A – con annessa vittoria del campionato – con cinque giornate d'anticipo. Chiude la stagione con 31 presenze in campionato e 2 in Coppa Italia. La stagione seguente giocò solo 15 partite in Serie A.
Il 4 agosto 2015 viene ceduto a titolo definitivo allo Spezia in Serie B. Diventa sin da subito un punto di riferimento per la squadra, diventando poi capitano a partire dal 2016.
Il 20 agosto 2020 ottiene da capitano una storica promozione in Serie A con lo Spezia. Con gli aquilotti torna a segnare in Serie A dopo 7 anni e 8 mesi nel derby contro la Sampdoria (vinto 2-1) dell'11 gennaio 2021.
Il 26 agosto 2021 Il Siena ne annuncia l'acquisto, tornando ad indossare la maglia bianconera dopo otto stagioni. Sceglie di indossare la maglia numero 19, che indossò nella quattro stagioni trascorse con i toscani. Il 27 novembre ritrova il gol, nella sconfitta casalinga col Grosseto (1-3). Dopo aver giocato 30 partite in Serie C in stagione, rescinde il contratto con i toscani il 27 giugno 2022.

### Allenatore
A partire dal 1º luglio 2022, Terzi entra a far parte dello staff tecnico dello Spezia, come collaboratore tecnico di Luca Gotti, mantenendo poi lo stesso ruolo anche dopo l'arrivo di Leonardo Semplici.
Nell'estate del 2023, supera l'esame da allenatore UEFA A, ottenendo così l'abilitazione ad allenare qualsiasi squadra giovanile e femminile, oltre alle squadre maschili fino alla Serie C, e a svolgere il ruolo di allenatore in seconda in Serie A e B. Nel luglio dello stesso anno, viene nominato tecnico della formazione Under-17 dello Spezia.
Nel luglio del 2024, viene promosso alla guida della Primavera del club ligure.

## Statistiche

### Presenze e reti nei club
| Stagione        | Squadra         | Campionato      | Campionato | Campionato | Coppe nazionali | Coppe nazionali | Coppe nazionali | Coppe continentali | Coppe continentali | Coppe continentali | Altre coppe | Altre coppe | Altre coppe | Totale | Totale |
| Stagione        | Squadra         | Comp            | Pres       | Reti       | Comp            | Pres            | Reti            | Comp               | Pres               | Reti               | Comp        | Pres        | Reti        | Pres   | Reti   |
| --------------- | --------------- | --------------- | ---------- | ---------- | --------------- | --------------- | --------------- | ------------------ | ------------------ | ------------------ | ----------- | ----------- | ----------- | ------ | ------ |
| 2002-2003       | Bologna         | A               | 3          | 0          | CI              | 1               | 0               | -                  | -                  | -                  | -           | -           | -           | 4      | 0      |
| 2003-2004       | Bologna         | A               | 6          | 0          | CI              | 3               | 0               | -                  | -                  | -                  | -           | -           | -           | 9      | 0      |
| ago. 2004       | Bologna         | A               | 0          | 0          | CI              | 1               | 0               | -                  | -                  | -                  | -           | -           | -           | 1      | 0      |
| ago. 2004-2005  | Napoli          | C1              | 15         | 1          | -               | -               | -               | -                  | -                  | -                  | -           | -           | -           | 15     | 1      |
| 2005-2006       | Bologna         | B               | 16         | 0          | CI              | 1               | 0               | -                  | -                  | -                  | -           | -           | -           | 17     | 0      |
| 2006-2007       | Bologna         | B               | 35         | 0          | CI              | 3               | 0               | -                  | -                  | -                  | -           | -           | -           | 38     | 0      |
| 2007-2008       | Bologna         | B               | 33         | 1          | CI              | 1               | 0               | -                  | -                  | -                  | -           | -           | -           | 34     | 1      |
| 2008-2009       | Bologna         | A               | 32         | 2          | CI              | 2               | 0               | -                  | -                  | -                  | -           | -           | -           | 34     | 2      |
| Totale Bologna  | Totale Bologna  | Totale Bologna  | 125        | 3          |                 | 12              | 0               |                    | -                  | -                  |             | -           | -           | 137    | 3      |
| 2009-2010       | Siena           | A               | 19         | 1          | CI              | 2               | 0               | -                  | -                  | -                  | -           | -           | -           | 21     | 1      |
| 2010-2011       | Siena           | B               | 38         | 2          | CI              | 1               | 0               | -                  | -                  | -                  | -           | -           | -           | 39     | 2      |
| 2011-2012       | Siena           | A               | 35         | 1          | CI              | 3               | 0               | -                  | -                  | -                  | -           | -           | -           | 38     | 1      |
| 2012-2013       | Siena           | A               | 8          | 1          | CI              | 0               | 0               | -                  | -                  | -                  | -           | -           | -           | 8      | 1      |
| 2013-2014       | Palermo         | B               | 31         | 0          | CI              | 2               | 0               | -                  | -                  | -                  | -           | -           | -           | 33     | 0      |
| 2014-2015       | Palermo         | A               | 15         | 0          | CI              | 0               | 0               | -                  | -                  | -                  | -           | -           | -           | 15     | 0      |
| Totale Palermo  | Totale Palermo  | Totale Palermo  | 46         | 0          |                 | 2               | 0               |                    | -                  | -                  |             | -           | -           | 48     | 0      |
| 2015-2016       | Spezia          | B               | 37+3       | 1          | CI              | 4               | 0               | -                  | -                  | -                  | -           | -           | -           | 44     | 1      |
| 2016-2017       | Spezia          | B               | 38+1       | 0          | CI              | 3               | 0               | -                  | -                  | -                  | -           | -           | -           | 42     | 0      |
| 2017-2018       | Spezia          | B               | 34         | 3          | CI              | 2               | 0               | -                  | -                  | -                  | -           | -           | -           | 36     | 3      |
| 2018-2019       | Spezia          | B               | 31+1       | 0          | CI              | 2               | 0               | -                  | -                  | -                  | -           | -           | -           | 34     | 0      |
| 2019-2020       | Spezia          | B               | 29+4       | 0          | CI              | 2               | 0               | -                  | -                  | -                  | -           | -           | -           | 35     | 0      |
| 2020-2021       | Spezia          | A               | 25         | 1          | CI              | 2               | 0               | -                  | -                  | -                  | -           | -           | -           | 27     | 1      |
| Totale Spezia   | Totale Spezia   | Totale Spezia   | 194+9      | 5          |                 | 15              | 0               |                    | -                  | -                  |             | -           | -           | 218    | 5      |
| 2021-2022       | Siena           | C               | 30         | 1          | CI              | 0               | 0               | -                  | -                  | -                  | -           | -           | -           | 30     | 1      |
| Totale Siena    | Totale Siena    | Totale Siena    | 130        | 6          |                 | 6               | 0               |                    | -                  | -                  |             | -           | -           | 136    | 6      |
| Totale carriera | Totale carriera | Totale carriera | 517        | 15         |                 | 34              | 0               |                    | -                  | -                  |             | -           | -           | 551    | 15     |

## Palmarès

### Club

#### Competizioni nazionali
- Campionato italiano di Serie B: 1

Palermo: 2013-2014